# El Brinco
El Brinco är en ort i Mexiko.   Den ligger i kommunen Papantla och delstaten Veracruz, i den sydöstra delen av landet, 210 km nordost om huvudstaden Mexico City. El Brinco ligger 49 meter över havet och antalet invånare är 162.
Terrängen runt El Brinco är platt västerut, men österut är den kuperad. Runt El Brinco är det ganska tätbefolkat, med 160 invånare per kvadratkilometer. Närmaste större samhälle är Papantla de Olarte, 12,6 km norr om El Brinco. Omgivningarna runt El Brinco är en mosaik av jordbruksmark och naturlig växtlighet.